# Фрања Петриновић
Фрања Петриновић (Нови Сланкамен, 1957) српски је књижевник, књижевни критичар и уредник књижевних часописа.

## Биографија
Студирао је на Филозофском факултету у Новом Саду. Објавио је више романа и есеја. Члан је Управног одбора Друштва књижевника Војводине. Био је уредник часописа „Поља”, новинар културне рубрике листа Дневник и уредник у издавачком предузећу „Стилос”. Добитник је више књижевних признања.

## Награде
- Награда Друштва књижевника Војводине за књигу године, за роман Извешај анђела, 1997.
- Награда „Бранко Бајић”, за књигу есеја Пред вратима раја, 2002.
- Награда „Искре културе”, 2006.
- Награда „Лаза Костић”, за роман Последњи тумач симетрије, 2006.
- Награда „Стеван Пешић”, за збирку прича Траума: стечајне легенде, 2010.
- Награда „Карољ Сирмаи”, за збирку прича Траума: стечајне легенде, 2011.
- Награда „Душан Васиљев”, за роман Алмашки кружиоци лечених месечара, 2012.
- Награда „Теодор Павловић”, за најбољу књигу, за роман Коначни извештаји о равнотежи, 2021.[2]
- Награда „Тодор Манојловић”, за 2023.

## Дела
- Мимезис, мимезис романа, роман, 1983.
- Ткиво, опсене: повест, роман, 1988. (н. издање 2001)
- Извештај анђела, роман, 1997.
- Пред вратима раја, есеји, 2002.
- Последњи тумач симетрије, роман, 2005.
- Траума - стечајне легенде, збирка прича, 2009.
- Алмашки кружоци лечених месечара, роман 2011.
- Поправљач огледала, роман 2017.
- Коначани извештаји о равнотежи, роман 2020.